# Burai Fighter
Burai Fighter (無頼戦士, ブライ・ファイター Burai Faitā?) är ett sidscrollande shoot 'em up-spel utvecklat av Taxan och utgivet av Taito Corporation till NES. Spelet släpptes i Nordamerika i mars 1990, i Australien och Europa 1990 och i Japan den 20 juli 1990. Spelet portades också till Game Boy och döptes om till Burai Fighter Deluxe, för att släppas i Japan den 27 juni 1990, i Nordamerika i januari 1991 och i Europa 1991; Denna version kallades till Game Boy Color Space Marauder, i Japan Burai Fighter Color.

### Fotnoter
1. 1 2 3 4   Burai Fighter Release Information for NES, GameFAQs, arkiverad från ursprungsadressen  den 13 oktober 2012, https://web.archive.org/web/20121013203939/http://www.gamefaqs.com/nes/563393-burai-fighter/data, läst 4 september 2013
2. 1 2 3   Burai Fighter Deluxe Release Information for Game Boy, GameFAQs, arkiverad från ursprungsadressen  den 14 oktober 2012, https://web.archive.org/web/20121014171200/http://www.gamefaqs.com/gameboy/585651-burai-fighter-deluxe/data, läst 4 september 2013